# Vicus Tuscus

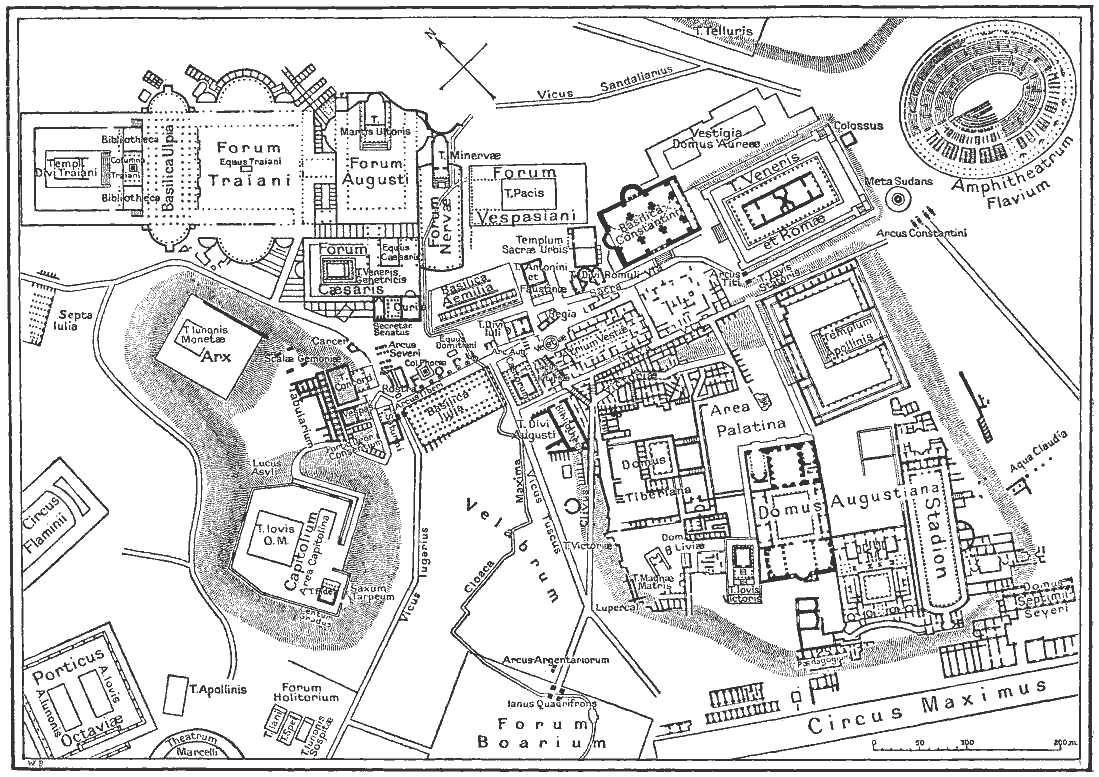
Karta över centrala Rom under romarriket med Vicus Tuscus i centrum.

Vicus Tuscus (”etruskiska gatan”) var en antik gata på Forum Romanum i Rom. Gatan löpte sydväst ut från Forum Romanum mellan Basilica Iulia och Dioskurernas tempel mot Forum Boarium och Circus Maximus via västra sidan av Palatinen och mynnade ut i Velabrum. 